# Pat und Mike
Pat und Mike ist ein US-amerikanischer Spielfilm (romantische Komödie, Sportfilm), den Regisseur George Cukor im Jahre 1952 für Metro-Goldwyn-Mayer inszeniert hat.

## Handlung
Ort der Handlung ist eine Universitätsstadt in Kalifornien, die Zeit die Gegenwart. Pat Pemberton, eine attraktive junge Witwe, ist Sporttrainerin am (fiktiven) Pacific Technical College. Ihr Freund Weld ist ein gut aussehender Frauenschwarm, der sie jedoch laufend kritisiert und ihr Selbstbewusstsein damit so untergräbt, dass sie ihre Talente – die auf sportlichem Gebiet außerordentlich sind – kaum zur Geltung bringen kann. Sie findet allerdings einen Golftrainer, der sie auf die Women's National Match Play Championship vorbereitet.
Während des Wettkampfs versucht Mike Conovan sie zu überreden, gegen eine Geldzahlung auf ihren möglichen ersten Platz zu verzichten. Mike ist ein kleiner New Yorker Sportmanager, der eigentlich ein guter Kerl ist, zu einem einträglichen Deal aber nicht Nein sagt. Pat lehnt ab; da während der letzten Runde ihr Freund Weld auftaucht und sie durch seine bloße Anwesenheit zu einem Nervenbündel macht, verliert sie aber ohnehin.
Nach einer erneuten Auseinandersetzung mit Weld platzt Pat der Kragen. Sie reist nach New York und bittet Mike, sie als Profi unter Vertrag zu nehmen. Pat ist ein Multitalent, das ein halbes Dutzend Sportarten gemeistert hat, und Golf ist eigentlich ihre schwächste Disziplin. Mike beschließt, sie zur Tennisspielerin aufzubauen. Er ist ein Sportmanager von der härtesten Sorte, der Sportler, die er unter Vertrag nimmt, nach strengem Regime führt und ihr Leben bis ins Detail regelt. Mit dem Boxer Hucko führt er, wenn der gegen die Regeln verstößt, immer wieder folgenden Dialog:
englisch:
Mike: Who made you, Hucko?
Hucko: You, Mike.
Mike: Who owns the biggest piece of you?
Hucko: You, Mike.
Mike: What will happen if I drop you?
Hucko: I go right down the drain. And stay there.
deutsch:
Mike: Wer hat dich gemacht, Hucko?
Hucko: Du, Mike.
Mike: Wem gehört das größte Stück von dir?
Hucko: Dir, Mike.
Mike: Was passiert, wenn ich dich fallen lasse?
Hucko: Ich gehe direkt in die Gosse. Und bleibe dort.
Auch Pat bemerkt unmittelbar nachdem sie den Vertrag unterzeichnet, dass sie mit der Trainingsklausel ihre Selbstbestimmung aufgegeben hat. Mike verbietet ihr gutes Essen, Alkohol, Zigaretten und Männer. Mike entdeckt bald, dass Pat im Wettkampf immer nur dann gewinnt, wenn ihr Freund Weld nicht zuschaut. Es gelingt ihm für eine Weile, Weld von Pats Wettkämpfen fernzuhalten; bei einer Golf-Meisterschaft erscheinen jedoch Mikes windige Geschäftspartner Spec, Henk und Sam und verlangen, dass Pat den Sieg ihrer Gegnerin überlassen soll. Als Mike ihrem Druck nicht nachgibt, erscheinen zwei von ihnen erneut, um ihn zu verprügeln; Pat rettet ihn, indem sie ihrerseits die Ganoven außer Gefecht setzt. Mike ist entsetzt, eine „Mrs. Frankenstein“ hervorgebracht zu haben, ist aber auch froh, die unangenehmen Geschäftspartner losgeworden zu sein.
Als Weld Pat und Mike, die sich – uneingestandenermaßen – längst ineinander verliebt haben, in einer verfänglichen Situation antrifft, stellt er Pat zur Rede, die sich aber auf die Seite von Mike stellt. Weld überlässt seinem Rivalen das Feld. Pat erkennt, dass sie ihn nicht braucht und dass Mike ihr bester Partner ist. Den nächsten Wettkampf gewinnt sie.

## Form
In Cameorollen sind eine Reihe prominenter Sportler der Zeit zu sehen: die Golfspielerinnen Helen Dettweiler, Beverly Hanson, Betty Hicks Nevell und Babe Didrikson Zaharias und die Tennisspieler Don Budge, Alice Marble, Gussie Moran und Frank Parker.
Katharine Hepburn war eine geübte Golf- und Tennisspielerin, die für den Film an keiner Stelle durch ein Double ersetzt werden musste. Die Sportsequenzen, besonders die Szenen während des Golfwettbewerbes, in denen die Zuschauertrauben vor der Kamera wie in einer Ballettchoreografie hin- und herwogen, gehörten zu den besten ihrer Art.
Spencer Tracy war ungewöhnlich begabt, komplexe Gefühle ohne Worte und Gesten, d. h. ausschließlich mit seinem Gesicht auszudrücken. Während der Wettkampfsequenzen, in denen Mike Pat zuschaut, wird immer zwischen Pats Golf- bzw. Tennisspiel und Mikes Gesicht hin- und hergeschnitten, wodurch Tracys Ausdruckskunst mindestens so sehr in den Mittelpunkt des Films rückt wie Hepburns sportliches Können.
In der Gegenwart ihres Freundes verwandelt Pat, die als Sportlerin eigentlich übermenschliche Größe besitzt, sich regelmäßig in ein hilfloses Frauchen. Um ihre verzerrte Wahrnehmung zu veranschaulichen, greift die Regie in den einschlägigen Szenen wiederholt zum Stilmittel grotesker Übersteigerung: ihre Tennisgegnerin wird mit einem überdimensionierten Schläger gezeigt, während Pats eigener Schläger plötzlich ganz klein ist; das Netz befindet sich in schwindelerregender Höhe; sie muss nicht nur einen Ball, sondern ein ganzes Bündel von Bällen abwehren; Weld, vor dessen Urteil Pat sich so fürchtet, sitzt im Publikum nicht nur einmal, sondern gleichzeitig überall.

## Produktion und Rezeption

### Produktionsgeschichte
Pat und Mike ist der siebte der insgesamt neun Filme, in denen Spencer Tracy und Katharine Hepburn als Leinwandpaar zu sehen waren, und ihre vierte gemeinsame Komödie (nach Die Frau, von der man spricht, Zu klug für die Liebe und Ehekrieg). Das Drehbuch stammte von Garson Kanin und Ruth Gordon, die mit dem Paar, vor allem mit Hepburn, eng befreundet waren. Auch mit Regisseur Cukor waren Tracy und Hepburn seit langem befreundet; Cukor hat mit Tracy mehr Filme inszeniert als irgendein anderer Regisseur.
Die Dreharbeiten fanden in Los Angeles von Januar bis März 1952 statt.

### Kinoauswertung
Die Uraufführung des Films erfolgte in den USA am 13. Juni 1952.

### Auszeichnungen
Pat und Mike wurde für mehrere Filmpreise nominiert: 
- Oscar (bestes Drehbuch)
- WGA Award der Writers Guild of America (bestes Drehbuch)
- DGA Award der Directors Guild of America (Regie)
- British Film Academy Award (beste ausländische Darstellerin: Katharine Hepburn)
- Golden Globe (beste Hauptdarstellerin: Katharine Hepburn, bester Nachwuchsdarsteller: Aldo Ray)

### Kritiken
„Eine amüsante, besonders durch die intelligente und pointenreiche Darstellung fesselnde Komödie, originell, witzig, mit reizvollen Sportaufnahmen.“